# De habitu virginum
De habitu virginum è un'opera scritta intorno al 249 da Tascio Cecilio Cipriano, padre della Chiesa: in essa l'autore esorta le vergini consacrate a Dio a non lasciarsi corrompere dalle lusinghe del mondo e a vestirsi e comportarsi in modo dignitoso e austero.
L'opera richiama il De cultu feminarum di Quinto Settimio Fiorente Tertulliano. 
| Controllo di autorità | VIAF (EN) 6119162422751632460002 |